# 히에촌
히에촌(日枝村)은 일본 시가현 에치군에 설치되었던 촌이다. 현재의 도요사토정의 남부에 해당한다.